# Laura Secord
Laura Secord (ur. 13 września 1775, zm. 17 października 1868) – bohaterka narodowa Kanady. 

## Życiorys

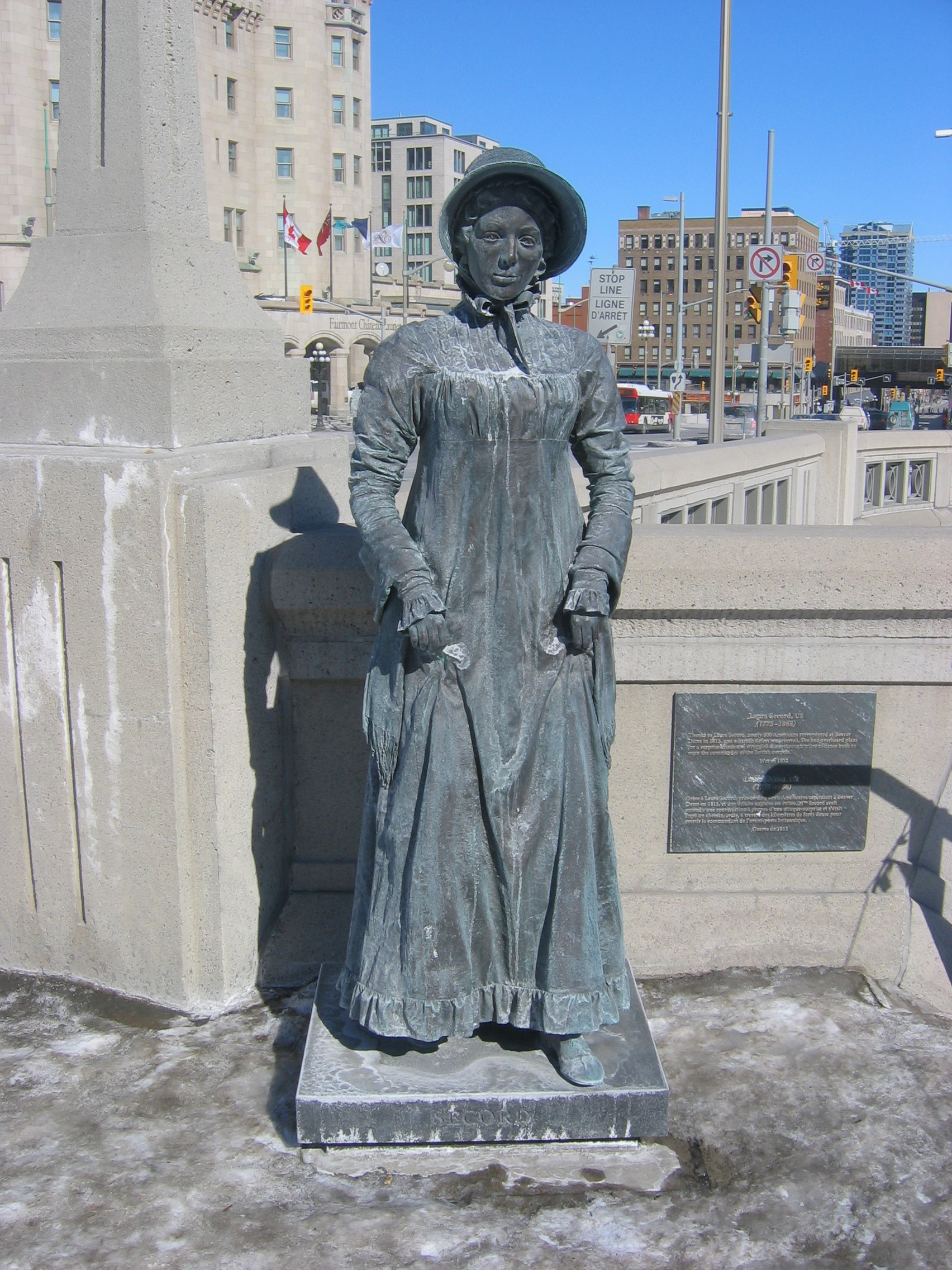
Pomnik Laury Secord

Urodzona w Massachusetts w rodzinie lojalistów w 1775. W 1795 wraz z cała rodziną przeniosła się do Górnej Kanady, gdzie w 1797 poślubiła innego lojalistę Jamesa Secorda. W czasie wojny brytyjsko-amerykańskiej 1812 roku, James wziął udział w bitwie pod Queenston Heights, w której odniósł rany. W maju 1813, w czasie krótkiej amerykańskiej okupacji południowego Ontario w domu rodziny Secord urządził sobie kwaterę amerykański sztab. Po tym jak Laura przypadkowo zasłyszała o planach niespodziewanego ataku na oddział porucznika Jamesa Fitzgibbona, postanowiła go ostrzec. Pod błahym pozorem opuściła domostwo i udała się w stronę oddziałów brytyjskich. Po wyczerpującym 32-kilometrowym marszu, który zawierał sześciogodzinną wspinaczkę przez Uskok Bruce Laura natknęła się na patrol Indian Mohawk, którzy odeskortowali ją do sztabu Fitzgibbona. Dzięki informacjom dostarczonym przez Laurę Brytyjczycy uniknęli klęski będąc gotowi na amerykański atak pod Beaver Dams. Amerykanie tracąc element zaskoczenia przegrali potyczkę i wszyscy dostali się do niewoli.
Ucieczka Laury przeszła do kanadyjskich mitów narodowych. Jeden z nich mówi, że pretekstem do opuszczenia domu, była konieczność sprowadzenia krów z pastwiska. Inna mówi, iż pretekstem były odwiedziny u chorego sąsiada. Jeszcze inna, że Laura cała swą wędrówkę odbyła boso.
Wkrótce historia stała się sławna. W 1860 Albert Edward, Książę Walii, odwiedzając Kanadę złożył jej oficjalną wizytę i podarował 100 funtów, wówczas znaczną sumę. Laura zmarła w roku 1868 w wieku 93 lat. W jej domu mieści się obecnie muzeum. Na cmentarzu w Niagara Falls stoi jej pomnik. Dziś jej imię najczęściej wiązane jest z wyrobami czekoladowymi, po tym, gdy znana wytwórnia słodyczy przyjęła jej imię.